# しまなぎ
しまなぎは、シーパル女川汽船が運航している高速貨客船。同社が保有する唯一の船舶である。

## 概要

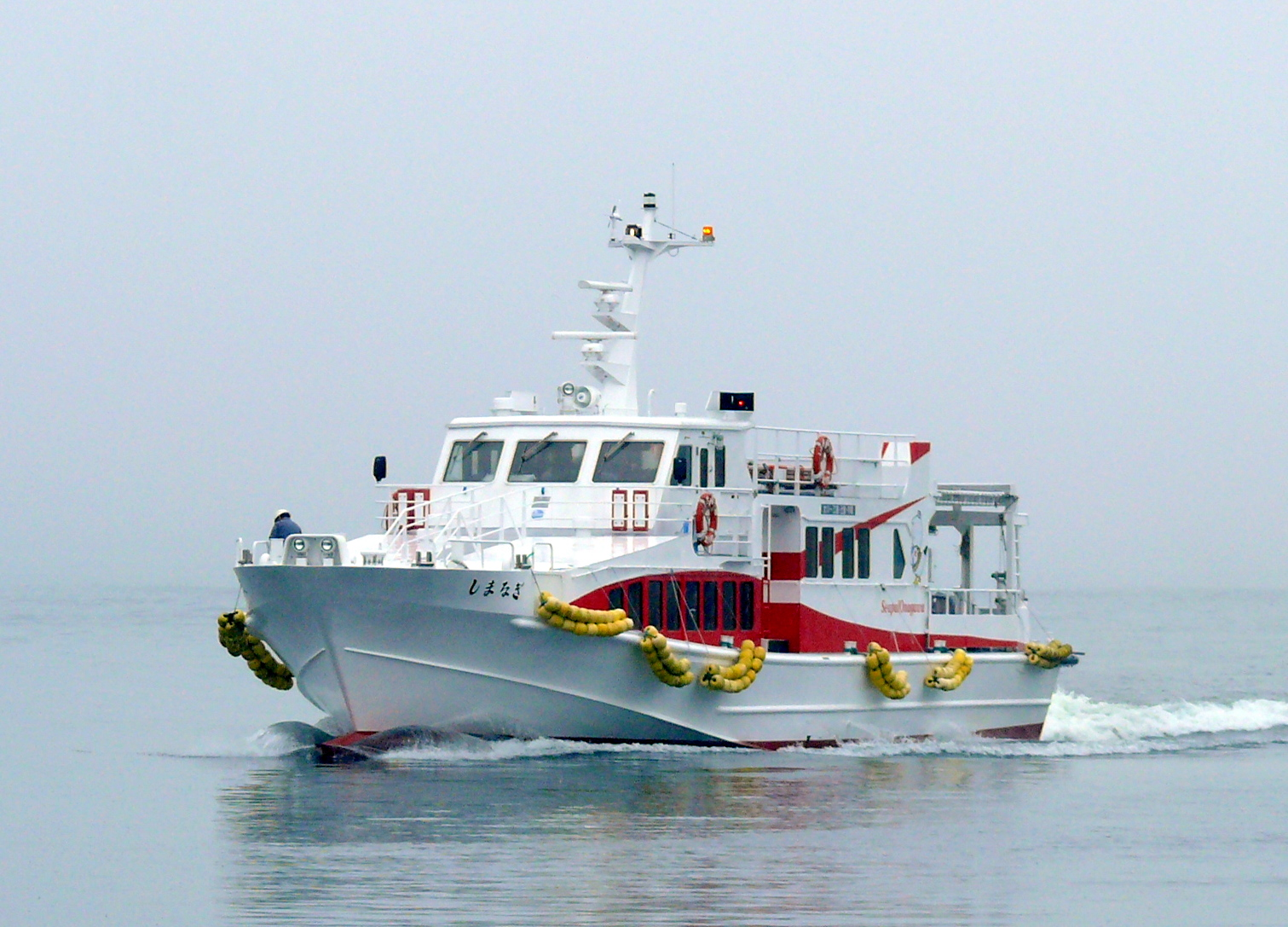
女川湾を航行する本船（2010年6月23日）

墨田川造船で建造され、2006年8月6日に就航した。丸中金華山汽船の離島航路撤退後、出島・江島航路の一体運航による合理化を図るため設立された同社は、暫定的に江島汽船の所有船「こうほう」を用船して運航していたが、新造船として本船が導入された。
2011年3月11日に発生した東日本大震災では、同社は本社が流失、社員4名が行方不明となるなど甚大な被害を被ったが、本船は被災を逃れ、港が入港可能となるまで3日間、船員4名を乗せたまま沖で待機した後に帰港した。発着岸壁の被災などにより航路が運航休止となったため、本船は船舶を多数失った大島汽船に貸し出され、同年4月27日から9月26日まで気仙沼港と大島の間で運航された。

## 就航航路
- 女川港 - 江島

## 設計
船体はアルミニウム合金製で、単胴船である。速力向上と耐航性向上のため、船首に墨田川造船が開発した「スミダロングノーズバウ」を採用しており、水線部が前方に突出した構造となっている。船尾は潮の干満差に対応する貨物昇降装置を装備しており、車両1台を搭載可能であるほか、水産物の輸送を行うため活魚槽を装備している。
船内はバリアフリー対応となっている。